# Julia Caba Alba
Julia Caba Alba (née le 31 juillet 1912 à Madrid et morte le 14 novembre 1988  à Villarrobledo) est une actrice espagnole.

## Filmographie partielle
- 1949 : La mies es mucha de José Luis Sáenz de Heredia
- 1951 : La Couronne noire de Luis Saslavsky
- 1951 : Le Noceur de José Antonio Nieves Conde
- 1953 : Hommes en détresse de Rafael Gil
- 1954 : Novio a la vista de Luis García Berlanga
- 1956 : Los ladrones somos gente honrada de Pedro L. Ramírez
- 1957 : Le Destin d'un enfant d'Aldo Fabrizi et Eduardo Manzanos Brochero
- 1958 : La mina de Giuseppe Bennati
- 1960 : Maribel y la extraña familia de José María Forqué
- 1962 : L'Espionne de Madrid (La reina del Chantecler) de Rafael Gil : Doña Exaltación
- 1963 : Le Bourreau de Luis García Berlanga
- 1964 : Intrigue diabolique (Un tiro por la espalda) d'Antonio Román